# Erdal Merdan
Erdal Merdan (8. april 1949 – 24. marts 2010) var en tysk-tyrkisk skuespiller, forfatter og teaterinstruktør, der måske er bedst kendt for sin rolle Aldemir i Oscarfilmen Drømmen om et nyt liv fra 1990.

## Karriere
Erdal Merdan blev født i Kayseri (Tyrkiet) i 1949. Han vokset op i Kayseri og studerede efter sin Abitur jura og teatre i Istanbul. Han arbejdede også som journalist og instruktør af sin egen teatergruppen. 1969 flyttede han til Tyskland, hvor han blev bl.a. uddannet fra Alice George. Her spillede Merdan hovedroller i teater og film, arbejdede som forfatter af tysksproget skuespil og hørespil og var teaterinstruktør i München. 1991 fik han et børneteater forfatter stipendium. Merdan døde 2010 i Brannenburg (Tyskland) efter lang tids sygdom.

## Udvalgte Værker
- 1982: Das Opferfest
- 1983: Freunde
- 1986: Leyla, Leyla
- 1987: Aladdin und die müde Lampe
- 1991: Ayschegül und der schwarze Esel
- 1992: Der letzte Dschin

## Udvalgte film
- 1975: Tatort: Tod im U-Bahnschacht (TV), instruktør: Wolf Gremm
- 1978: Bülbül ve gül (TV), instruktør: Frank Guthke
- 1979: Alamanya, Alamanya – Germania, Germania (dokumentarfilm), instruktør: Hans A. Guttner
- 1983: Im Niemandsland (dokumentarfilm), instruktør: Hans A. Guttner
- 1984: Feuer für den großen Drachen (TV), instruktør: Eberhard Itzenplitz
- 1990: Journey of hope - Drømmen om et nyt liv, instruktør: Xavier Koller
- 1991: Tatort: Die chinesische Methode (TV), instruktør: Maria Knilli
- 1994: Polizeiruf 110: Gespenster (TV), instruktør: Klaus Emmerich
- 1995: Zu Fuß und ohne Geld (TV-serie), instruktør: Werner Masten
- 1998: Der Pirat, instruktør: Bernd Schadewald
- 1998: The Key (kortfilm), Regie: Su Turhan
- 2003: Eine wie viele / Karen (kortfilm), instruktør: Stefan Mehlhorn
- 2005: FotoSynthese (kortfilm), instruktør: Jens Leske
- 2006: Cypress, instruktør: Johannes Bauer, Monika Lödl u. a.
- 2006: Kopfsache (kortfilm), instruktør: Doron Wisotzky
- 2009: Nächstenliebe (kortfilm), instruktør: Stephanie Olthoff